# Euphyia brunneofusa
Euphyia brunneofusa là một loài bướm đêm trong họ Geometridae.